# Панайот Лазаров
Панайот Лазаров е български учител и революционер, деец на Вътрешната македоно-одринска революционна организация.

## Биография
Лазаров е роден на 10 август 1883 година във Фере, Дедеагачко, в Османската империя, днес Ферес, Гърция. В 1903 година завършва Одринската гимназия „Доктор Петър Берон“. Работи като учител близо 20 година в Тракия и Македония. Става четник при Бойко Чавдаров. В периода 1905 – 1907 година Лазаров е учител в Дедеагач и ръководител на околийския комитет на ВМОРО. Негов син е Христо Лазалов - полковник, летец и командир, роден 1920 г., в 1941 г. завършва Военното на Н.В. Училище в София 16 юни 1941 г. произведен в подпоручик, в Германия преминави допълнителна спициална летателна школовка, след завръщането си командир на крило в 5-и бомбардировъчен полк на летище Пловдив, във Втората световна война води бойни действия като командир на 2/5 бомбардировъчно ято. След 9 септември 1944 г. до края на войната извършва 32 бойни полета със самолет „Дорниер“-17. Командир на ескадрила. От 1951 г. командир на 25-и минноторпеден полк.